# Smask
SMASK (förkortning av Sveriges MusikAkademikers Sång Kåntest) är en schlagertävling som sedan 1991 årligen arrangeras av Sveriges sex musikhögskolor; Stockholm, Göteborg, Malmö, Örebro, Ingesund (Arvika) och Piteå. 
Tävlingen, som utvecklades ur ett internt arrangemang på Kungliga Musikhögskolan i Stockholm 1991, består av deltävlingar på varje musikhögskola, från vilka två bidrag går vidare till en riksfinal som roterar mellan de städer där skolorna är belägna. 
Juryn som utser de två vinnande bidragen består ofta av studenter, lärare samt lokala musiker eller kända personer. Vid riksfinalen består jurygrupperna av studenter från musikhögskolorna, professionella musiker och andra kända personer. 

## Vinnare av riksfinalen
| År   | Finalstad                                                                    | Vinnande bidrag                                                              | Artist                                                                       | Vinnande skola                                                               | Övrig kuriosa                                                                |
| ---- | ---------------------------------------------------------------------------- | ---------------------------------------------------------------------------- | ---------------------------------------------------------------------------- | ---------------------------------------------------------------------------- | ---------------------------------------------------------------------------- |
| 1991 | Stockholm                                                                    | "Dina ögon"                                                                  | Anna Stadling                                                                | Stockholm                                                                    | Internt arrangemang i Stockholm.                                             |
| 1992 | Stockholm                                                                    | "När du är här"                                                              | Sara Isaksson                                                                | Stockholm                                                                    | Vinnaren arrangerar Riks-SMASK.                                              |
| 1993 | Göteborg                                                                     | "Stjärnklar"                                                                 | Mia Strand (Edvardson)                                                       | Örebro                                                                       |                                                                              |
| 1994 | Örebro                                                                       | "Tillbaks hem igen"                                                          | Johan Boding                                                                 | Stockholm                                                                    |                                                                              |
| 1995 | Stockholm                                                                    | "Aldrig mer"                                                                 | Annika Granlund                                                              | Piteå                                                                        |                                                                              |
| 1996 | Piteå                                                                        | "Högsta berg och djupaste hav"                                               | Elin Hedlund och Johanna Edlund                                              | Piteå                                                                        | Piteå gav bort finalarrangemanget till Malmö.                                |
| 1997 | Malmö                                                                        | "Jag är perfekt"                                                             | Robin Svensson, Rasmus Berggrensson och Pontus Stenkvist                     | Malmö                                                                        | Ambulerande riksfinal, vart 6:e år.                                          |
| 1998 | Göteborg                                                                     | "En kvinnas list"                                                            | Chégue                                                                       | Göteborg                                                                     |                                                                              |
| 1999 | Arvika                                                                       | "Det finska dilemmat"                                                        | Esa Pekka Suomalainen                                                        | Göteborg                                                                     |                                                                              |
| 2000 | Örebro                                                                       | "Hela livet är fyllt utav dig"                                               | Y-front                                                                      | Göteborg                                                                     |                                                                              |
| 2001 | Stockholm                                                                    | "Stjärna som lyser"                                                          | Kidney Fears                                                                 | Göteborg                                                                     | Göteborgs fjärde vinst i rad.                                                |
| 2002 | Piteå                                                                        | "Världens åttonde underverk"                                                 | David Fremberg                                                               | Malmö                                                                        |                                                                              |
| 2003 | Malmö                                                                        | "Karlssons supernova"                                                        | Martina Wämmerfors                                                           | Malmö                                                                        |                                                                              |
| 2004 | Göteborg                                                                     | "En plats så underbar"                                                       | Phillippe af Rosenstjierna                                                   | Göteborg                                                                     | 10-årsjubileum med alla skolor.                                              |
| 2005 | Arvika                                                                       | "Aj aj, kapten"                                                              | Mikael med sjöbris                                                           | Stockholm                                                                    |                                                                              |
| 2006 | Örebro                                                                       | "Utan dig"                                                                   | Duo Active and The Shitboots                                                 | Örebro                                                                       |                                                                              |
| 2007 | Stockholm                                                                    | "Yksi Kaksi"                                                                 | Tax Free                                                                     | Stockholm                                                                    |                                                                              |
| 2008 | Piteå                                                                        | "Rosa Kalsonger"                                                             | Yngwie Front                                                                 | Piteå                                                                        |                                                                              |
| 2009 | Malmö                                                                        | "Så D ska vá!"                                                               | Blond in Bell                                                                | Göteborg                                                                     |                                                                              |
| 2010 | Göteborg                                                                     | "Smittad av dig!"                                                            | Sjuklinn                                                                     | Göteborg                                                                     |                                                                              |
| 2011 | Arvika                                                                       | "Kleptoman"                                                                  | Norpan och Bröderna Dalton                                                   | Malmö                                                                        |                                                                              |
| 2012 | Örebro                                                                       | "En Långtradare"                                                             | Miss Nöjd                                                                    | Piteå                                                                        |                                                                              |
| 2013 | Stockholm                                                                    | "Vegetarian"                                                                 | B.A Nääs                                                                     | Malmö                                                                        |                                                                              |
| 2014 | Piteå                                                                        | "Rulla med mig"                                                              | Flamingos                                                                    | Piteå                                                                        | 20-årsjubileum med alla skolor.                                              |
| 2015 | Malmö                                                                        | "Yatzy"                                                                      | Kazzt                                                                        | Malmö                                                                        | 25-årsjubileum från starten.                                                 |
| 2016 | Göteborg                                                                     | "Nybakat Bröd"                                                               | Systrarna Baktakt                                                            | Malmö                                                                        |                                                                              |
| 2017 | Arvika                                                                       | "Eine Deutsche"                                                              | Von Schmask                                                                  | Malmö                                                                        |                                                                              |
| 2018 | Örebro                                                                       | "Trampa på Lego"                                                             | Lego-lass & Duplo-materna                                                    | Örebro                                                                       |                                                                              |
| 2019 | Stockholm                                                                    | "Det var bättre förr"                                                        | Göte, Petter & Siv Feat. Hemtjänst                                           | Ingesund                                                                     | Ingesunds första vinst av Riks-SMASK.                                        |
| 2020 | Riksfinalen skulle ha hållits i Piteå men blev inställd på grund av Covid-19 | Riksfinalen skulle ha hållits i Piteå men blev inställd på grund av Covid-19 | Riksfinalen skulle ha hållits i Piteå men blev inställd på grund av Covid-19 | Riksfinalen skulle ha hållits i Piteå men blev inställd på grund av Covid-19 | Riksfinalen skulle ha hållits i Piteå men blev inställd på grund av Covid-19 |
| 2021 | Riksfinalen skulle ha hållits i Malmö men blev inställd på grund av Covid-19 | Riksfinalen skulle ha hållits i Malmö men blev inställd på grund av Covid-19 | Riksfinalen skulle ha hållits i Malmö men blev inställd på grund av Covid-19 | Riksfinalen skulle ha hållits i Malmö men blev inställd på grund av Covid-19 | Riksfinalen skulle ha hållits i Malmö men blev inställd på grund av Covid-19 |
| 2022 | Göteborg                                                                     | "Bara ett avsnitt till"                                                      | Streamilia Binge                                                             | Göteborg                                                                     | 30:e SMASK                                                                   |
| 2023 | Piteå                                                                        | "BH:n"                                                                       | Tuttan von Büsten                                                            | Ingesund                                                                     | Göteborg, Stockholm och Örebro frånvarade.                                   |
| 2024 | Arvika                                                                       | ”Oskyldig Bromance”                                                          | Inge Öster o Jéns                                                            | Ingesund                                                                     | Stockholm och Örebro frånvarade.                                             |
| 2025 | Malmö                                                                        | ”Hjärterum”                                                                  | Lollo Lost & Inge-Gert A. (feat. hästen Sallie)                              | Ingesund                                                                     | Göteborg, Stockholm och Örebro frånvarade.                                   |